# Onyx
Onyx je neprůhledný poloprůsvitný černobílý minerál používaný ve šperkařství, v galanterii a v glyptice. Je to varieta chalcedonu, dalšími jsou bělavý achát nebo červený karneol. Kvůli své vrstevnatosti onyx dostal řecký název onyx, což znamená nehet. Jeho střídavě černé a bílé pravidelné pásky mohou být využity podle natočení valounku a vybroušení, kameje mívají černé pozadí a bílý reliéf nebo naopak, nádobky jsou pruhované či žíhané v kroužcích. Je-li kámen trojbarevný – navíc s červenohnědou vrstvou, nazývá se sardonyx.
Barevnost a struktura onyxu se (stejně jako například u achátů) dá upravovat. Mnoho onyxů se vyrábí namáčením do cukerného roztoku a pak se zahřívá v kyselině sírové, kde částečky cukru zuhelnatí. Přírodní kameny nemají tak jednolitou barvu, musí se nařezat mnohem více materiálu, než se najde kus bez vady.
Název zlatý onyx (ale často jen onyx i jinak) se používá pro některé vrstevnaté odrůdy aragonitu, což je z chemického hlediska jiný minerál.

## Využití
- glyptika: kameje, intaglie, pečetidla
- šperkařství: kameny do náušnic, prstenů, náhrdelníků
- nádobí: drobné číšky, misky, vázičky,
- Ozdobný kámen
  - desky stolků
  - obklady stěn

## Naleziště
- SRN – Iberg, Leisberg, Saalhausen, Plieskendorf
- dále Brazílie, Kanada, Madagaskar, USA, Slovensko – Levice

## Zajímavosti
Proslulá „onyxová příčka“ ve vile Tugendhat je ve skutečnosti zhotovena z aragonitových desek.
Jméno Onix nese jeden z Pokémonů. Onyx se jmenuje i díl knižní série HALO.